# Cottendorf
Cottendorf is een  dorp in de Duitse gemeente Stadtilm in het Ilm-Kreis in Thüringen. Het dorp wordt voor het eerst vermeld in een oorkonde uit 1143.

## Geschiedenis
In 1969 werd Cottendorf deel van de gemeente Dörnfeld an der Ilm, die in 1996 opging in de gemeente Ilmtal, die op 6 juli 2018 opging in de gemeente Stadtilm.